# 幕が上がる (back numberの曲)
「幕が上がる」（まくがあがる）は、ユニバーサルミュージック内のレーベル「ユニバーサル シグマ」より2025年7月31日に配信リリースされた、日本のバンド・back numberの12th配信限定シングル。

## 背景
2025年7月14日、back numberが東宝配給映画『TOKYO MER〜走る緊急救命室〜南海ミッション』の主題歌を担当することが発表された。
8月4日、本作のミュージックビデオを21時より公開し、7日後に100万再生を突破した。

作詞作曲を担当した清水は楽曲について
とコメントしている。

## チャート成績
2025年8月6日付オリコン週間デジタルシングルランキングにおいて、7,215DLを売り上げ初登場4位、2週目は6位を獲得し、計11,133DLとなった。
2025年8月18日付オリコン週間ストリーミングランキングでは初登場37位を獲得した。
総合チャート「Billboard Japan Hot 100」では初週37位、翌週は7位にランクアップした。

## ミュージック・ビデオ
本作のMV監督は「クリスマスソング」「ハッピーエンド」「ベルベットの詩」なども手掛けている島田大介が務めた。
監督を担当した島田はMVについて
とコメントしている。

## 収録曲
| 全作詞・作曲: 清水依与吏。 |                |            |            |                       |      |
| #                          | タイトル       | 作詞       | 作曲・編曲 | 編曲                  | 時間 |
| 1.                         | 「幕が上がる」 | 清水依与吏 | 清水依与吏 | back number、小林武史 | 4:41 |

## 参加ミュージシャン
- back number
  - 清水依与吏：Vocal & Electric Guitar
  - 小島和也：Electric Bass & Background Vocal
  - 栗原寿：Drums